# Zambezia (film)
Zambezia – południowoafrykański film animowany w reżyserii Wayne’a Thornleya z 2012 roku.

## Wersja oryginalna
- Jeremy Suarez – Kai
- Abigail Breslin – Zoe
- Jeff Goldblum – Ajax
- Leonard Nimoy – Sekhuru
- Samuel L. Jackson – Tendai
- Jennifer Lewis – Gogo
- Jim Cummings – Budzo/Marabut
- Jamal Mixon – Ezee
- Richard E. Grant – Cecil
- David Shaughnessy – Morton
- Frank Welker – Sill
- Noureen DeWulf – Pavi
- Tania Gunadi – Tini
- Deep Roy – Mushana
- Corey Burton – Neville
- Tress MacNeille – żona Neville’a
- Phil LaMarr – komentator
- Kristen Rutherford – plotkara

## Wersja polska
Wersja polska: Studio PRL na zlecenie Kino Świat

Reżyseria: Dariusz Błażejewski

Dialogi: Małgorzata Lalowska i Bartek Fukiet we współpracy z Julianem Wojcieszczykiem i Danielem Kurmanem

Nagranie i montaż dialogów: Kamil Sołdacki

Zgranie dźwięku: Aleksander Cherczyński – Studio PRL

Kierownictwo produkcji: Maciej Jastrzębski

W wersji polskiej wystąpili:
- Jakub Mróz – Kai
- Grzegorz Pawlak – Tendai
- Sławomir Pacek – Luzik
- Ryszard Olesiński – Cecil
- Miriam Aleksandrowicz – Gogo
- Weronika Łukaszewska – Zoe
- Mirosław Zbrojewicz – Budzo
- Janusz R. Nowicki – Sekhuru
- Dariusz Szpakowski – Komentator
- Kabaret Moralnego Niepokoju – Marabuty:
  - Robert Górski – Morton
  - Mikołaj Cieślak – Marabut 1
  - Rafał Zbieć – Marabut 2
  - Przemysław Borkowski – Marabut 3
  - Magdalena Stużyńska-Brauer – Marabut 4
- Joanna Kulig – żona Neville’a
- Wojciech Chorąży – Neville
- Ada Fijał – plotkara #1
- Joanna Horodyńska – plotkara #2
- Joanna Pach-Żbikowska – Mała
- Wojciech Machnicki – Ajax
- Klaudiusz Kaufmann – Mushana

oraz:
- Anna Sroka
- Krzysztof Szczerbiński